# 長鳥站
長鳥站（日语：／ Nagatori eki */?）是東日本旅客鐵道（JR東日本）信越本線的鐵路車站，位於日本新潟縣柏崎市大字西長鳥。

## 歷史
- 1943年（昭和18年）9月1日：以長鳥信號場的名稱開業。
- 1953年（昭和28年）12月15日：升級為車站。
- 1987年（昭和62年）4月1日：國鐵分割民營化，成為東日本旅客鐵道的一個車站。

## 車站結構
島式月台1面2線的地面車站，並設有自動售票機和驗票閘門。

### 月台配置
| 月台 | 路線      | 方向 | 目的地           |
| ---- | --------- | ---- | ---------------- |
| 南側 | ■信越本線 | 上行 | 柏崎、直江津方向 |
| 北側 | ■信越本線 | 下行 | 長岡、新潟方向   |

## 车站周边
- 新潟縣道11號柏崎小國線

## 相鄰車站
東日本旅客鐵道（JR東日本）
■信越本線
■普通
越後廣田－長鳥－塚山